# Tanikaze Kajinosuke
Kajinosuke Tanikaze (谷風梶之助?, nato Kaneko Yoshirō (金子 与四郎?); Distretto di Miyagi, 8 settembre 1750 – 27 febbraio 1795) è stato un lottatore di sumo giapponese.
È il quarto yokozuna della storia e il primo a ricevere tale nomea mentre era ancora in vita.

## Biografia
Tanikaze nacque come Kaneko Yoshiro nel quartiere di Wakabayashi-ku di Sendai. Entrò nel mondo del sumo nel 1769 a 19 anni, e con un'altezza di 189 cm e un peso di 169 kg, fu enorme per gli standard dell'epoca. In quel periodo, uomini con un simile fisico ma poca esperienza nel sumo debuttavano come kanban, detti anche ōzeki "ospiti", le cui carriere non duravano a lungo. Nonostante questo, egli scelse di restare attivo nel sumo, e sarebbe presto diventato un vero ōzeki nel marzo del 1781. Dall'ottobre del 1777 al febbraio 1786, egli perse soltanto un incontro, contro Onogawa Kisaburo, nel febbraio 1782, dopo quello che rimase il più lungo record di vittorie consecutive, ovvero 63, un record superato almeno 150 anni dopo con Futabayama Sadaji nel 1938.
Il 19 novembre 1789, egli divenne uno dei primi due lottatori di sumo, insieme a Onogawa, a poter eseguire lo yokozuna dohyō-iri (una cerimonia speciale di entrata nel ring esclusiva per gli yokozuna, al contrario di quella standard dove si faceva parte di una parata dei migliori lottatori). Entrambi ricevettero una cosiddetta licenza yokozuna. Ufficialmente, Tanikaze è ricordato come il quarto yokozuna nella storia, ma mentre gli altri tre (Akashi Shiganosuke, Ayagawa Gorōji e Maruyama Gondazaemon) lo ricevettero postumi, si può dire che questi sia uno dei primi due veri detentori del titolo.
Era ancora un lottatore attivo quando morì dopo aver contratto l'influenza all'età di quarantaquattro anni, mentre manteneva una striscia aperta di 35 vittorie consecutive. Nella massima divisione makuuchi, Tanikaze vinse 258 incontri e ne perse solo 14, raggiungendo una percentuale di vittoria 94.9.
Tanikaze fu un rikishi assai popolare: al contrario di molti lottatori contemporanei, vi sono ancora oggi numerosi ritratti nishiki-e che lo ritraggono.

## Vita privata
Tanikaze aveva un fratello minore, Dategaseki Kajinosuke (1756-1807), che fu anch'egli lottatore di sumo e raggiunse la massima divisione nel 1791. I due furono la seconda coppia di fratelli nella storia a raggiungere la divisione makuuchi.